# سوینی (ناحیه ژدار ناد سازاوو)
سوینی (به چکی: Sviny) یک منطقهٔ مسکونی در جمهوری چک است که در ناحیه ژدار ناد سازاووو واقع شده‌است. سوینی ۳٫۷۱ کیلومتر مربع مساحت و ۱۰۰ نفر جمعیت دارد و ۵۹۰ متر بالاتر از سطح دریا واقع شده‌است.